# وقعة البرة
وقعة البرة وقعت بين الإمام عبد الله بن فيصل بن تركي والإمام سعود بن فيصل بن تركي في قرية البرة شمال غرب الرياض تبعد عن محافظة حريملاء عام 1288 هـ، يوليو 1871م

## أحداث الوقعة
في شهر رجب عام 1287هـ الموافق 1870 بعد هزيمة الأمير سعود في معركة الوجاج عاد الأمير من البحرين متوجها إلى الاحساء ومعه قبيلة ال مره برئاسه ابن شريم وقبيلة السهول والدواسر والعجمان لما علم الإمام عبد الله الفيصل بهزيمة جيشه واستـيلاء أخـيه على الأحـساء والمنطـقة الشرقية، توقع أن يواصل سعود زحفه على الريـاض، فقرر مغادرتها درءًا للشر، ولكي يجنب الرياض وأهلـها حربًا غشومًا وقودها الرجال والمال، فخرج بما بقي معه من قوة وثروة، وفي الطريق التقـت قواته بجيش أخيه سعود في البرة في جمادى الأولى عام 1288هـ، يوليو 1871م، وحلـت الهزيمة بقوته ـ في معركة غير متكافئة ـ فـهام على وجهه يطلب العون من أهل نجد فلم يجبه أحد. وعندما فقد الأمل استجار بالأتراك العثمانيين في العراق (فكان كالمستجير من الرمضـاء بالنار) فأعد (مدحت باشا) جيشًا من الجنود النظاميين تسـانده بعض القبـائل فانتزعوا الأحساء من إمارة سعـود واحـتلوها وأطلـقوا عليها اسم (ولاية نجد)